# Kitty von Otter
Catharina (Kitty) Elisabet von Otter, gift Herneryd, född 17 december 1910 i Engelbrekts församling i Stockholm, död 2 augusti 1991 i Djursholm, var en svensk formgivare.
Kitty von Otter var dotter till majoren Carl Gustaf von Otter (1873–1931) i släkten von Otter och Elisabet (Lisa) Krook (född 1885).
Hon formgav bland annat ljusstakar för Guldsmedsaktiebolaget (GAB) i Stockholm.
Hon var gift med Olof Herneryd, som var chef för Höganäs AB 1960–1973. Makarna är begravda på Djursholms begravningsplats.